# Genesee County, New York
Genesee County är ett administrativt område i delstaten New York, USA, med 60 079 invånare. Den administrativa huvudorten (county seat) är Batavia.

## Geografi
Enligt United States Census Bureau har countyt en total area på 1 283 km². 1 280 km² av den arean är land och 3 km² är vatten.

### Angränsande countyn
- Orleans County, New York - nord
- Monroe County, New York - öst
- Livingston County, New York - sydost
- Wyoming County, New York - syd
- Erie County, New York - väst
- Niagara County, New York - nordväst